# (455502) 2003 UZ413
(455502) 2003 UZ413 ist ein großes transneptunisches Objekt, das bahndynamisch als Plutino (2:3–Resonantes KBO) eingestuft wird. Aufgrund seiner Größe gehört der Asteroid zu den Zwergplanetenkandidaten. Mit einer Rotationsdauer von etwas mehr als 4 Stunden ist er nach Haumea der zweitschnellste rotierende Himmelskörper im Sonnensystem.

## Entdeckung
(455502) 2003 UZ413 wurde am 21. Oktober 2003 von einem Astronomenteam, bestehend aus Mike Brown (CalTech), Chad Trujillo (Gemini-Observatorium) und Dave Rabinowitz (Yale-Universität), im Rahmen des Near-Earth-Asteroid-Tracking-Projekts (NEAT) mit dem 1,2–m–Oschin-Schmidt-Teleskop des Palomar-Observatoriums (Kalifornien) entdeckt. Die Entdeckung wurde am 1. September 2007 zusammen mit 2003 UY413, 2004 NT33, (612931) 2005 CA79, 2005 CB79 und 2005 UQ513 bekanntgegeben. Er erhielt von der IAU die Kleinplaneten-Nummer 455502.
Nach seiner Entdeckung ließ sich 2003 UZ413 auf Fotos vom 29. Juli 1954, die im Rahmen des Digitized-Sky-Survey-Programmes (DSS) ebenfalls am Palomar-Observatorium gemacht wurden, zurückgehend identifizieren und seinen Beobachtungszeitraum um 49 Jahre verlängern und so seine Umlaufbahn genauer zu berechnen. Seither wurde 2003 UZ413 mit erdbasierten Teleskopen beobachtet. Im November 2017 lagen insgesamt 160 Beobachtungen über einen Zeitraum von 64 Jahren vor. Die bisher letzte Beobachtung wurde im Oktober 2017 am 1,8-m-Pan-STARRS-Teleskop (PS1) durchgeführt. (Stand 7. März 2019)

## Eigenschaften

### Umlaufbahn
2003 UZ413 umkreist die Sonne in 244,54 Jahren auf einer elliptischen Umlaufbahn zwischen 30,24 AE und 47,97 AE Abstand zu deren Zentrum. Die Bahnexzentrizität beträgt 0,227, die Bahn ist 12,05° gegenüber der Ekliptik geneigt. Derzeit ist der Planetoid 44,06 AE von der Sonne entfernt. Das Perihel durchlief der Asteroid letztmals im Jahr 1942; der nächste Periheldurchlauf dürfte daher um das Jahr 2186 erfolgen.
Sowohl Marc Buie (DES) als auch das Minor Planet Center klassifizieren den Planetoiden als Plutino; letzteres führt ihn auch als Nicht-SDO und allgemein als «Distant Object».

### Größe und Rotation
Gegenwärtig wird von einem berechneten Durchmesser von 536 km ausgegangen; dieser Wert beruht auf einem angenommenen Rückstrahlvermögen von 8 % und einer absoluten Helligkeit von 4,7 m. Es ist daher davon auszugehen, dass 2003 UZ413 sich im hydrostatischen Gleichgewicht befindet und der Asteroid damit ein Zwergplanetenkandidat ist, basierend auf dem taxonomischen 5-Klassen-System von Mike Brown, von welchem diese Einschätzung stammt. Mike Brown geht davon aus, dass es sich bei 2003 UZ413 um wahrscheinlich einen Zwergplaneten handelt. Ausgehend von einem Durchmesser von 536 km ergibt sich eine Gesamtoberfläche von etwa 903.000 km2.
2003 UZ413 rotiert in 4 Stunden und 7,8 Minuten einmal um seine Achse. Daraus ergibt sich, dass er in einem 2003 UZ413-Jahr 519.035,1 Eigendrehungen („Tage“) vollführt. Das JPL gibt 4,14 Stunden an. Aufgrund der schnellen Rotation muss die mittlere Dichte 0,72 g/cm3 übersteigen, da die Struktur des Asteroiden andernfalls nicht stabil wäre. Stabile Jacobi-Ellipsoiden mit einer Achsenrate von ≥ 1,13 ± 0,03, wie seine Lichtkurven–Amplitude von Δm = 0,13 ± 0,03 impliziert, existieren für mittlere Dichten von 2,29–3,00 g/cm3. Demnach müsste 2003 UZ413, ähnlich wie Haumea, Varuna oder 2008 OG19, eine elongierte Form am Äquator aufweisen.
Im sichtbaren Licht hat 2003 UZ413 eine neutrale oder leicht rötliche Farbe mit einem flachen, strukturlosen Spektrum. Die scheinbare Helligkeit von 2003 UZ413 beträgt 20,99 m.
| Jahr                                         | Abmessungen km | Quelle              |
| -------------------------------------------- | -------------- | ------------------- |
| 2010                                         | 580,0          | Tancredi            |
| 2010                                         | 580,13         | LightCurve DataBase |
| 2018                                         | 612,0          | Johnston            |
| 2018                                         | 536,0          | Brown               |
| Die präziseste Bestimmung ist fett markiert. |                |                     |